# Teebeutelrakete

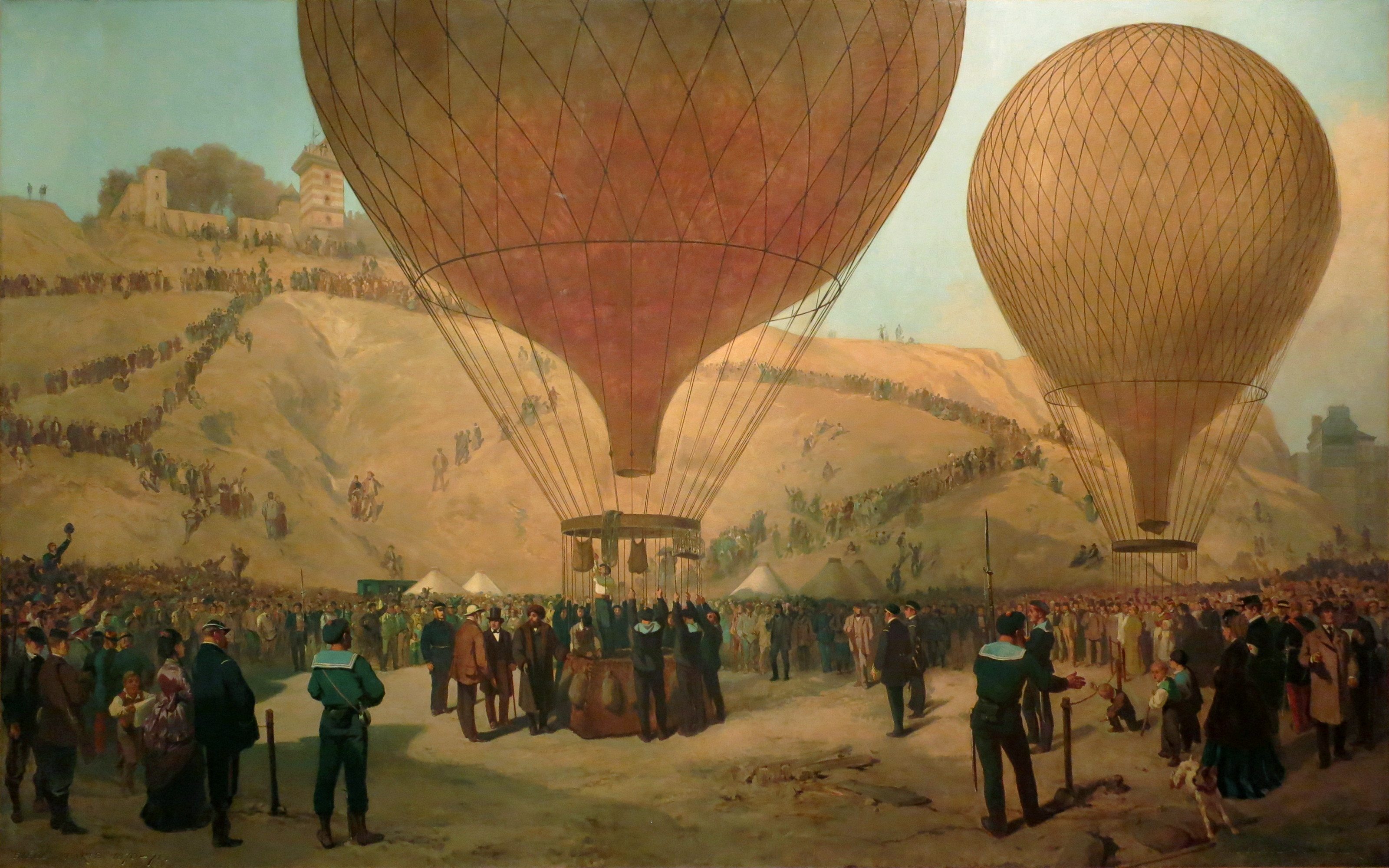
Léon Gambetta verlässt Paris im Heißluftballon (Gemälde von Jules Didier und Jacques Guiaud)

Eine Teebeutelrakete ist eine chemisch-physikalische Spielerei, die mit einem dünnwandigen, zylindrisch eingerollten Papier durchgeführt werden kann. Zündet man den Papierzylinder von oben an, so verbrennt er von oben nach unten. Wenn die letzten zusammenhängenden Aschereste leicht genug geworden sind, fliegen sie durch die entstandene Heißluftkonvektion schnell nach oben.
Im letzten Drittel des 19. Jahrhunderts wurde sie unter der Bezeichnung Gambetta-Ballon als Scherzartikel verkauft. Namensgeber war der französische Staatsmann Léon Gambetta, der unter großem Interesse der Medien 1870 aus dem von deutschen Truppen belagerten Paris per Heißluftballon floh.

## Aufbau und Prinzip
Ein unten und oben offener Zylinder aus dünnwandigem Papier – Seidenpapier, Zigarettenpapier oder eben ein entleerter, aufgefalteter Teebeutel – wird auf eine feuerfeste Unterlage, z. B. auf einen Teller, gestellt und gleichmäßig am oberen Rand angezündet. Das Papier verbrennt nach unten hin und das verbleibende Aschegebilde erhebt sich schnell in die Luft.
Das Prinzip beruht darauf, dass sich die Luft um den Zylinder herum durch dessen Verbrennung (d. h. chemische Oxidation des Papiers) erwärmt und dass physikalisch die Konvektion der erwärmten Luftsäule die leichten Aschereste nach oben reißt.
Bei der kommerziellen Scherzartikel-Version von 1871 wurde das Papier vorher in verdünnter Oxalsäure-Lösung (Wirkung als Beizmittel mit leichter Brandverzögerung) mit dem eisenhaltigen Farbstoff Berliner Blau (Summenformel: Fe4[Fe(CN)6]3) eingefärbt, dann getrocknet und zu einem Papierzylinder gefaltet. Während der Verbrennung bleiben fein verteilte, zusammenhängende Eisenoxide zurück, die dem verbrannten Aschezylinder Stabilität verleihen, und das gesamte netzartige Gebilde steigt empor.

## Namensgebung
Nachdem der französische Staatsmann Léon Gambetta das belagerte Paris am 7. Oktober 1870 spektakulär mit einem Ballon verlassen hatte, wurde die Spielerei unter der ironischen Bezeichnung „Gambetta-Ballon“ zeitnah ab 1871 als Scherzartikel beworben und verkauft. Heutige Bezeichnungen sind „Teebeutelrakete“ oder „fliegender Teebeutel“.

## Verwendung
Durch die leicht verfügbaren Materialien und die Einfachheit der Versuchsanordnung wird die Teebeutelrakete häufig als Demonstrationsexperiment für Kinder und Jugendliche verwendet.